# Ulstrup (Favrskov)
Ulstrup is een plaats in de Deense regio Midden-Jutland, gemeente Favrskov, en telt 2013 inwoners (2007).
Het Ulstrup Slot van Christiaan IV van Denemarken bevindt zich hier.